# Son of Rambow
Son of Rambow es una película británica de 2007 dirigida por Garth Jennings. La película se estrenó el 22 de enero de 2007. Está protagonizada por Bill Milner, Will Poulter, Jessica Hynes y Neil Dudgeon. La película está basada en la película de 1982 First Blood.

## Sinopsis
Will Proudfoot (Bill Milner) es un niño tranquilo y tímido de 11 años, cuya familia pertenece a la iglesia de los Hermanos de Plymouth. Debido a las estrictas reglas de su madre (Jessica Hynes), Will tiene prohibido ver películas y televisión. Un día, el protagonista conoce a un niño bravucón de 12 años llamado Lee Carter (Will Poulter), y ambos se vuelven amigos. Carter ha decidido filmar una película inspirado en el éxito de Stallone First Blood (1982), pidiéndole a Will que participe en ella.

## Argumento
Will Proudfoot es un niño tranquilo y tímido de 11 años de una familia que pertenece a la estricta iglesia Plymouth Brethren. A Will se le prohíbe ver películas o televisión y se le obliga a abandonar su salón de clases cuando se proyecta un documental en clase. En el pasillo, conoce a Lee Carter, el niño de 12 años que se porta peor en la escuela, expulsado de otra clase por mal comportamiento. Después de romper accidentalmente una pecera, Lee se ofrece como voluntario para asumir la culpa a cambio del reloj de Will, que pertenecía a su padre muerto. Además, Lee exige que Will realice las acrobacias en una película que Lee está haciendo para participar en el concurso Prueba de pantalla para jóvenes cineastas. 
En la casa de Lee, Will descubre que Lee tiene la intención de utilizar el equipo de video casero propiedad de su hermano mayor Lawrence, de 16 años, para rendir homenaje a First Blood. Mientras se esconde de Lawrence, Will ve accidentalmente la película; se inspira y se une a Lee en la producción. Will hace con entusiasmo varias escenas de acción peligrosas, que culminan cuando los dos niños se convierten en "hermanos de sangre" después de que Lee lo salva de ahogarse. Lee encuentra el cuaderno de bocetos de Will e incorpora algunas de las ideas en el guion de su película. Los dos se convierten en mejores amigos, pero Will tiene que ocultárselo a su familia y al cada vez más entrometido hermano Joshua de los Hermanos, que tiene planes para su madre. 
Didier Revol, un popular estudiante de intercambio francés, encuentra el cuaderno de bocetos de Will y le pide unirse a la película, y Will acepta. Esto se convierte en una bola de nieve que hace que toda la escuela sea parte de la producción, y Will se incluye con los geniales estudiantes de sexto grado. A Lee no le gusta esto porque ya no tiene el control. Mientras filman la última secuencia en una central eléctrica en desuso, su tensión culmina en una pelea y Lee se marcha furioso. Debido al descuido de Didier, parte de la estructura inestable se derrumba, atrapando a Will. El resto de los niños, incluido Didier, huyen del lugar. Lee regresa para rescatar a su amigo. Lee se lastima y es hospitalizado. Lawrence visita a Lee, pero está enojado por la cámara rota.
La madre de Will, a quien ha luchado por ocultar sus actividades, finalmente se da cuenta de que a su hijo se le debe permitir ser él mismo. Su familia deja a los Hermanos. La película nunca se presenta a la competencia porque no cumplieron con el plazo. Lawrence mira las imágenes de Lee y queda impresionado. También ve a Lee defendiéndolo cuando Will condena su comportamiento, que fue filmado accidentalmente. Con la ayuda de Will, Lawrence añade un papel en el que actúa él mismo, incluido un mensaje para su hermano.
Cuando Lee sale del hospital, lo llevan al cine. Su película se proyecta antes del largometraje principal (para disfrute del público) y los dos chicos se reconcilian.

## Reparto
- Bill Milner - Will Proudfoot
- Will Poulter - Lee Carter
- Jessica Hynes - Mary Proudfoot
- Anna Wing - Abuela
- Neil Dudgeon - Joshua
- Tallulah Evans - Jess Proudfoot
- Jules Sitruk - Didier Revol
- Charlie Thrift - Duncan Miller
- Ed Westwick - Lawrence Carter
- Adam Godley - Líder de la hermandad
- Asa Butterfield - Niño de la hermandad
- Zofia Brooks - Tina